# Лейтенант-командер
Лейтенант-командер (англ. Lieutenant commander, Lt Cdr, LtCdr або LCDR) — військове звання старшого офіцерського складу у Військово-морських силах та Береговій охороні США, Великої Британії, Канади, Австралії, Південної Африки та інших військово-морських силах країн світу. Це звання вище за лейтенанта та нижче за командера. Також це звання існує у Повітряних силах деяких країн.
На флоті лейтенант-командер, як правило, є першим помічником командира бойового корабля, або командиром невеликого бойового корабля або судна. В авіації лейтенант-командер командує ескадрильєю або займає відповідні посади в штабах ВМС та ПС.
Станом на 2016 рік базове щомісячне грошове забезпечення лейтенант-командера ВМС США становило 4 603 USD

## Галерея

Знаки розрізнення лейтенант-командера Ірландських ВМС
Погон лейтенант-командера Королівського військово-морського флоту Великої Британії
Погон лейтенант-командера Королівського військово-морського флоту Канади